# 1320年
| 千纪： | 2千纪 |
| 世纪： | 13世纪 \| 14世纪 \| 15世纪                                                                                 |
| 年代： | 1290年代 \| 1300年代 \| 1310年代 \| 1320年代 \| 1330年代 \| 1340年代 \| 1350年代                           |
| 年份： | 1315年 \| 1316年 \| 1317年 \| 1318年 \| 1319年 \| 1320年 \| 1321年 \| 1322年 \| 1323年 \| 1324年 \| 1325年 |
| 纪年： | 庚申年（猴年）；元延祐七年；越南大慶七年；日本元應二年                                                     |

## 大事记
- 中国
  - 3月1日——元仁宗去世。
  - 4月19日——皇太子碩德八剌在太皇太后答己及右丞相鐵木迭兒等人的扶持下繼位，是為元英宗。
  - 6月17日——元英宗任命拜住為左丞相。
  - 9月12日——元英宗碩德八剌為父親愛育黎拔力八達上諡號聖文欽孝皇帝，廟號仁宗，蒙古語稱號普顏篤皇帝。
  - 12月9日——元英宗敕翰林國史院纂修《仁宗實錄》。
- 南亞
  - 德里蘇丹國卡爾吉王朝的最後一任蘇丹被刺殺，王朝被加茲·圖格魯克建立的圖格魯克王朝取代。
- 波兰
  - 1月20日——国王瓦迪斯瓦夫一世加冕成為波蘭國王，波蘭重新統一。

## 出生
- 元天順帝阿剌吉八，是元朝第七位皇帝，蒙古帝國第十一位大汗，元泰定帝之子。1328年10月3日至1328年11月14日在位，在位一個月十一天。
- 5月25日 - 元順帝妥懽貼睦爾，元朝第十一位皇帝，蒙古帝國第十五位大汗，他是元朝北遷前的最後一位皇帝，之後領導北元繼續與明朝對峙。在位時間是從1333年7月19日至1370年5月23日，在位37年。
- 答納失里，欽察部人，元順帝第一任皇后，太師、太平王燕鐵木兒的女兒。
- 葡萄牙和阿尔加维国王佩德罗一世

## 逝世
- 元仁宗爱育黎拔力八达
- 李衎，中国画家（出生1245年，75岁）
- 拜占庭帝国共治皇帝米海尔九世